# Litopus halli
Litopus halli är en skalbaggsart som beskrevs av Pierre Lepesme 1950. Litopus halli ingår i släktet Litopus och familjen långhorningar.
Artens utbredningsområde är:
- Burundi.
- Rwanda.

Inga underarter finns listade i Catalogue of Life.